# Philippine Welser

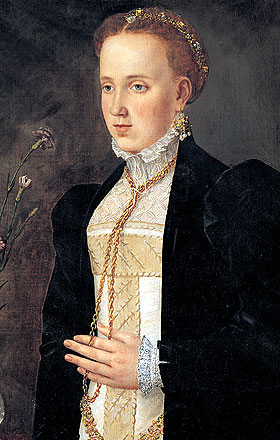
Ritratto di Philippine Welser

Philippine Welser (Augusta, 1527 – Innsbruck, 24 aprile 1580) fu la moglie morganatica di Ferdinando II d'Austria Governatore del Tirolo.

## Biografia
Nacque dal matrimonio tra Anton Franz Welser, ricco mercante di Augusta, e Anna Adler. Suo padre proveniva dalla ricca famiglia patrizia dei Welser, ascritta alla nobiltà imperiale, di banchieri che spesso effettuava prestiti alla casa imperiale.
Filippina era nota per la sua bellezza e l'interesse per le scienze naturali e il commercio.
Incontrò per la prima volta Ferdinando II nel 1547 quando egli accompagnò suo padre, l'imperatore Ferdinando I d'Asburgo, alla Dieta di Augusta. Nel 1556 si incontrarono di nuovo presso il castello di Březnice dove la zia di Philippine, Caterina di Lokšany, ospitava spesso la famiglia imperiale.
Il matrimonio venne celebrato in gran segreto nel gennaio 1557 a Březnice.
L'imperatore, a conoscenza della nascita dei nipoti e tollerante nei confronti del matrimonio morganatico, pose alla coppia come unica condizione di mantenere segrete le nozze e di negare la successione ai loro figli.
Nel 1567 Ferdinando II assunse il governo del Tirolo e la coppia da Křivoklát si trasferì nel castello di Ambras presso Innsbruck, considerato uno dei palazzi più belli del tempo.
Nel 1572 venne offerto a Ferdinando il trono polacco ma egli rifiutò per non abbandonare la moglie.
Nel 1576, quattro anni prima della morte di Philippine, il Papa riconobbe il matrimonio.
Philippine fu benvoluta dal popolo tirolese per le sue donazioni e le opere di carità. Ella inoltre, esperta farmacista, raccoglieva e studiava piante officinali. Fu anche autrice di una Farmacopea e di un manoscritto contenente più di 200 ricette mediche, oggi conservato nella Biblioteca Nazionale di Vienna. Scrisse inoltre un libro di ricette di cucina contenente piatti tipici della cucina del tempo.
Morì nel 1580 e due anni dopo suo marito si risposò con la nipote Anna Caterina Gonzaga.

## Discendenza
Philippine al marito diede quattro figli:
- Andrea d'Austria (15 giugno 1558 - 12 novembre 1600), creato cardinale nel 1576 da papa Gregorio XIII, margravio di Burgau nel 1578, vescovo di Costanza nel 1589 e vescovo di Bressanone nel 1591, padre di due figli illegittimi;
- Carlo d'Austria (22 novembre 1560 - 12 novembre 1627), divenne principe di Burgau. Sposò la sua prima cugina Sibylle von Cleves, figlia di Guglielmo di Jülich-Kleve-Berg e di sua zia Maria d'Austria, dalla quale non ebbe figli. L'amante Chiara Elisa di Ferrero gli diede tre figli illegittimi;
- Filippo d'Austria (7 agosto 1562 - 9 gennaio 1563);
- Maria d'Austria (7 agosto 1562 - 25 gennaio 1563), gemella di Filippo.